# Gilles Bernard
Bernard Courtalon dit Gilles Bernard (né le 15 décembre 1929 à Paris 14e et mort le 29 novembre 2010 à Neuilly-sur-Seine) est un homme de théâtre français.

## Biographie

### Galerie Proscenium
En 1973, il fonde avec Paul Payen la galerie Proscenium, qui se situait au 35 rue de Seine, à Paris, et qui exposait uniquement des œuvres liées au monde du théâtre : affiches, dessins, costumes. Parmi les artistes exposés figurent les grands noms de la vie artistique parisienne de l'après-guerre : Yves Saint-Laurent, Erté, André Masson, Léonor Fini, Pierre Clayette, Dimitri Bouchène. La galerie fermera en 1993.

### Le théâtre de l'Odéon et la compagnie Renaud-Barrault
En octobre 1964, Jean-Louis Barrault lui propose à nouveau de rejoindre la Compagnie à l'Odéon. Cette fois il accepte et devient, à 35 ans, secrétaire général de l'Odéon-théâtre de France.
Il quitte son poste en novembre 1968, pour rejoindre la Compagnie Renaud-Barrault, qui a quitté le théâtre de l'Odéon à la suite des événements de mai 1968.

### Théâtre Sarah Bernhardt
Remarqué par Nadine Farel, il rejoint en 1953 le théâtre Sarah-Bernhardt comme régisseur. Pas à pas il gravit les échelons pour en devenir l'administrateur. C'est là qu'il fait connaissance de Jean-Louis Barrault et Madeleine Renaud, qui installent leur Compagnie au théâtre Sarah-Bernhardt en 1957. Lorsque l'année suivante la Compagnie Renaud-Barrault s'installe au  théâtre du Palais-Royal, le directeur du théâtre Sarah-Bernhardt, A.-M. Julien, accepte que Gilles Bernard soit temporairement détaché aux Renaud-Barrault.
En 1959, à la suite de la proposition d'André Malraux, la Compagnie Renaud-Barrault s'installe au théâtre de l'Odéon qui devient Odéon-Théâtre de France. Jean-Louis Barrault propose à Gilles Bernard de le suivre, mais définitivement. Or, pour cela, il serait obligé rompre son contrat avec le théâtre Sarah-Bernhardt (alors rebaptisé Théâtre des Nations). Par fidélité à Nadine Farel qui lui a vraiment ouvert les portes du monde du théâtre, et qui est devenue entretemps directrice du Théâtre des Nations, il refuse donc la proposition faite par Jean-Louis Barrault et reste administrateur du Théâtre des Nations (poste qu'il occupera jusqu'en 1964).

### Ses premiers pas dans le monde du théâtre
Gilles Bernard commence en 1949 sa carrière comme régisseur adjoint au théâtre du Montparnasse auprès de Gaston Baty puis Marguerite Jamois.

## Distinction
- Officier des Arts et des Lettres